# Benken, Zürich
Benken är en ort och kommun i distriktet Andelfingen i kantonen Zürich, Schweiz. Kommunen har 853 invånare (2023).